# Indiana, Pennsylvania
Indiana är en kommun av typen borough i delstaten Pennsylvania, USA. Kommunen är administrativ huvudort (county seat) i Indiana County. Indiana har 13 975 invånare (2010). Indiana University of Pennsylvania är den största arbetsgivaren i kommunen.
I området finns många julgransodlingar.

## Kända personer från Indiana
- Renée Fleming, sopran
- Paul McCandless, musiker
- Jack Sonni, musiker
- James Stewart, skådespelare